# Jablonná (Neveklov)
Jablonná je vesnice, část města Neveklov v okrese Benešov. Nachází se asi 7 km na severozápad od Neveklova. V roce 2009 zde bylo evidováno 107 adres.
Jablonná leží v katastrálním území Jablonná nad Vltavou o rozloze 6,85 km². V katastrálním území Jablonná nad Vltavou leží i Nebřich, osada Jablonka a osada Koníček. Nachází se zde autobusová zastávka Pražské integrované dopravy, obsluhovaná linkami 455, 485 a 390.

## Historie
První písemná zmínka o vesnici pochází z roku 1318, kdy na místě dnešního zámku stávala vodní tvrz ve vlastnictví rytíře Eberharda z Jablonné. Kolem roku 1450 získali Jablonnou rytíři Netvorští z Březí. V roce 1621 je v zemských deskách zapsán jako držitel Přibík Netvorský z Březí. Přibíkovi potomci drželi Jablonnou až do roku 1729, kdy ji Jan Vojtěch Netvorský prodal hraběti Josefu Janovi Kinskému. Podle průzkumu budovy a odkrytých maleb byl objekt bývalé tvrze přestavěn na barokní zámek právě v době, kdy byl majitelem tento pokrokový aristokrat. V roce 1763 zakoupila zámek německá šlechtična Rosalia von Neuberg a tento šlechtický rod vlastnil Jablonnou až do roku 1805.
Za druhé světové války se ves stala součástí vojenského cvičiště Zbraní SS Benešov a její obyvatelé se museli 15. září 1942 vystěhovat.

## Pamětihodnosti
- Zámek Jablonná – stojící na základech ze 13. století, původně vodní tvrz.
- Kovárna – dnes dům č. 26 z počátku 20. století (1926), v současnosti je zde vinárna (od roku 2014), v 19. století se kovárna nacházela v domě č. 28
- Hostinec Pod Kovárnou – barokní budova dříve náležející k zámku